# Pau López
Pau López Sabata (Girona, 13 de dezembro de 1994) é um futebolista espanhol que atua como goleiro. Atualmente joga pelo Betis.

## Carreira
Pau López começou sua carreira no Espanyol.
No dia 7 de julho de 2019 assinou pela Roma, numa transferência no valor de 23,5 milhões de euros (quase R$ 100 milhões).
Em 8 de julho de 2021, Pau López foi emprestado ao clube francês Olympique de Marseille com uma cláusula de opção de compra.

## Títulos
Toluca
- Campeonato Mexicano: Clausura 2025